# Pałac Chreptowiczów w Grodnie
Pałac Chreptowiczów w Grodnie przy ulicy Zamkowej – pałac w XVIII wieku wybudował Joachim Litawor Chreptowicz – ostatni kanclerz wielki litewski. 
Pałac został wybudowany pomiędzy latami 1742-1752, w stylu barokowym. Od 1780 roku własność podskarbiego Antoniego Tyzenhauza, który po pożarze polecił go przebudować w stylu w stylu klasycystycznym około 1790 roku. Projektantem przebudowy był przypuszczalnie architekt Jego Królewskiej Mości Marcin Knakfus.
W wieku XIX mieszkała w nim rodzina Musznickich i Lechnickich.
Od 1985 roku budynek mieścił Muzeum Religii i Ateizmu, od 1989 roku Białoruskie Państwowe Muzeum Religii. W 2009 roku zakończono prace konserwatorskie w pałacu i otworzono obecną ekspozycję. Girlandy z herbem Grodna na elewacji nad bramą wjazdową zostały dodane w XX wieku.

## Galeria

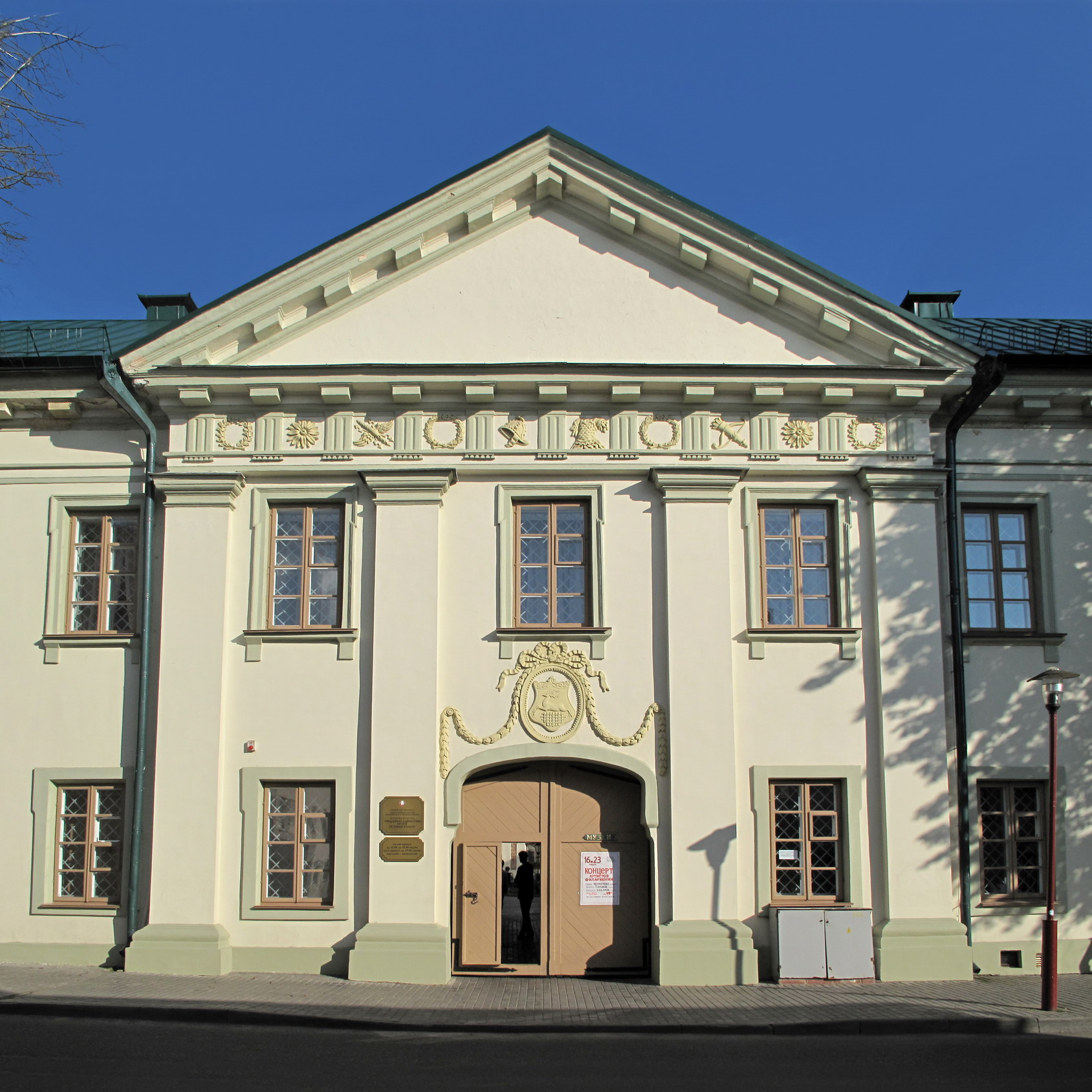
Fasada pałacu
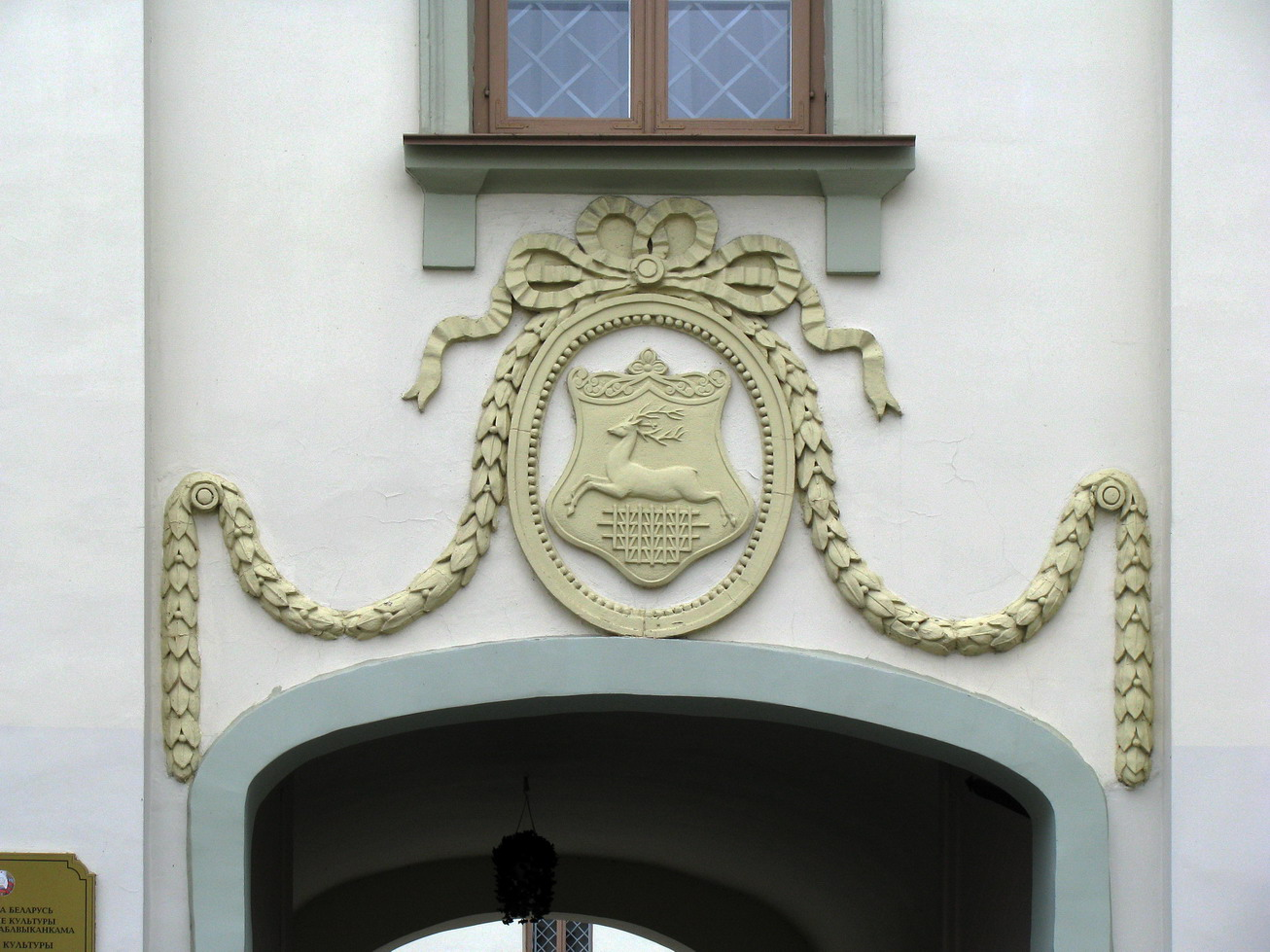
Herb Grodna nad wejściem do pałacu
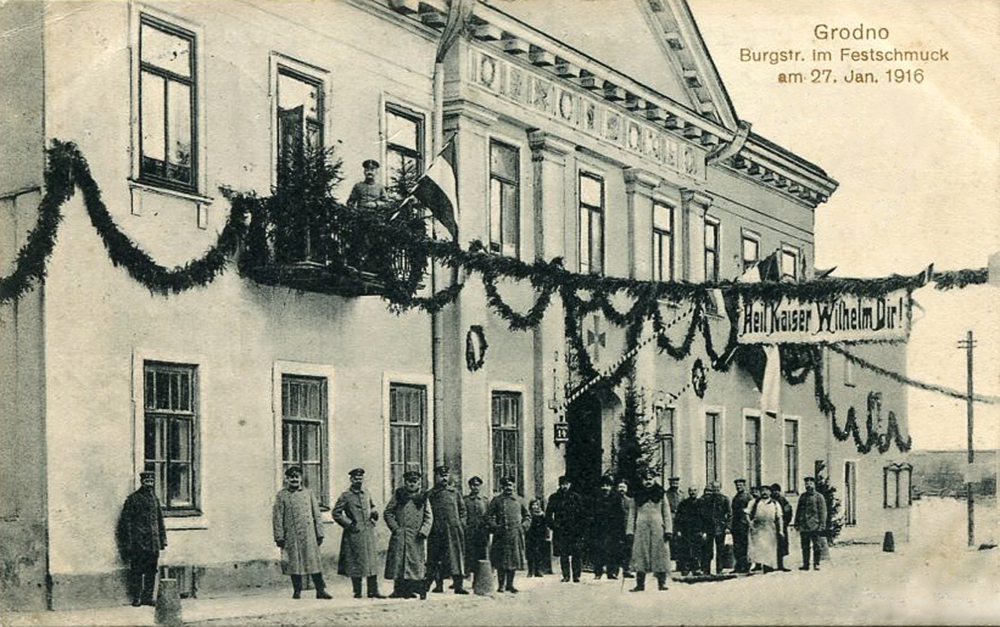
Pałac podczas okupacji niemieckiej w 1916 r.